# Campeonato europeo de hockey sobre patines masculino de 1959
El XXIV Campeonato europeo de hockey sobre patines masculino de 1959 se celebró en Ginebra (Suiza) del 16 al 23 de mayo de 1959. Fue organizado por el Comité Europeo de Hockey sobre Patines. La selección de Portugal ganó su séptimo título.

## Equipos participantes
|              |
| Alemania     |
| Bélgica      |
| España       |
| Francia      |
| Inglaterra   |
| Italia       |
| Noruega      |
| Países Bajos |
| Portugal     |
| Suiza        |

## Fase de grupos

### Grupo A
| Equipo       | Pts | PJ | PG | PE | PP | GF | GC | DG  |
| ------------ | --- | -- | -- | -- | -- | -- | -- | --- |
| Portugal     | 8   | 4  | 4  | 0  | 0  | 26 | 2  | +24 |
| Inglaterra   | 4   | 4  | 2  | 0  | 2  | 12 | 13 | -1  |
| Países Bajos | 4   | 4  | 2  | 0  | 2  | 10 | 15 | -5  |
| Suiza        | 3   | 4  | 1  | 1  | 2  | 13 | 23 | -10 |
| Francia      | 1   | 4  | 0  | 1  | 3  | 6  | 14 | -8  |

|              | Bandera de Inglaterra | Bandera de Suiza | Bandera de los Países Bajos | Bandera de Portugal | Bandera de Francia |
| ------------ | --------------------- | ---------------- | --------------------------- | ------------------- | ------------------ |
| Inglaterra   |                       |                  |                             |                     |                    |
| Suiza        | 5-4                   |                  |                             |                     |                    |
| Países Bajos | 0-3                   | 6-5              |                             |                     |                    |
| Portugal     | 7-1                   | 11-1             | 4-0                         |                     |                    |
| Francia      | 1-4                   | 2-2              | 3-4                         | 0-4                 |                    |

### Grupo B
| Equipo   | Pts | PJ | PG | PE | PP | GF | GC | DG  |
| -------- | --- | -- | -- | -- | -- | -- | -- | --- |
| España   | 7   | 4  | 3  | 1  | 0  | 22 | 5  | +17 |
| Italia   | 6   | 4  | 3  | 0  | 1  | 11 | 5  | +6  |
| Bélgica  | 4   | 4  | 2  | 0  | 2  | 12 | 5  | +7  |
| Alemania | 3   | 4  | 1  | 1  | 2  | 17 | 7  | +10 |
| Noruega  | 0   | 4  | 0  | 0  | 4  | 0  | 40 | -40 |

|          | Bandera de Bélgica | Bandera de España | Bandera de Alemania | Bandera de Noruega | Bandera de Italia |
| -------- | ------------------ | ----------------- | ------------------- | ------------------ | ----------------- |
| Bélgica  |                    |                   |                     |                    |                   |
| España   | 3-2                |                   |                     |                    |                   |
| Alemania | 0-3                | 2-2               |                     |                    |                   |
| Noruega  | 0-6                | 0-14              | 0-14                |                    |                   |
| Italia   | 2-1                | 1-3               | 2-1                 | 6-0                |                   |

## Fase Final

### 5º al 10º Lugar
|        | Equipo 1 | Result. | Equipo 2     |
| ------ | -------- | ------- | ------------ |
| 9º-10º | Francia  | 5-1     | Noruega      |
| 7º-8º  | Suiza    | 3-2     | Alemania     |
| 5º-6º  | Bélgica  | 5-2     | Países Bajos |

### Grupo Final
| Equipo     | Pts | PJ | PG | PE | PP | GF | GC | DG |
| ---------- | --- | -- | -- | -- | -- | -- | -- | -- |
| Portugal   | 6   | 3  | 3  | 0  | 0  | 1  | 5  | +6 |
| España     | 4   | 3  | 2  | 0  | 1  | 10 | 9  | +1 |
| Italia     | 2   | 3  | 1  | 0  | 2  | 8  | 9  | -1 |
| Inglaterra | 0   | 3  | 0  | 0  | 3  | 7  | 13 | -6 |

|            | Bandera de Italia | Bandera de España | Bandera de Portugal | Bandera de Inglaterra |
| ---------- | ----------------- | ----------------- | ------------------- | --------------------- |
| Italia     |                   |                   |                     |                       |
| España     | 2-1               |                   |                     |                       |
| Portugal   | 4-2               | 5-2               |                     |                       |
| Inglaterra | 3-5               | 3-6               | 1-2                 |                       |

## Clasificación final
| 1. Portugal     |
| 2. España       |
| 3. Italia       |
| 4. Inglaterra   |
| 5. Bélgica      |
| 6. Países Bajos |
| 7. Suiza        |
| 8. Alemania     |
| 9. Francia      |
| 10. Noruega     |